# Friedrich Stiwitz
Friedrich Stiwitz, genannt Fritz Stiwitz, fälschlich auch Stiewitz oder Stiebitz (* 15. Mai 1910 in Sobernheim; † am 30. Oktober 1957 durch das Amtsgericht Spandau für tot erklärt) war ein deutscher SS-Unterscharführer in Konzentrationslagern, der dort an NS-Gewaltverbrechen beteiligt war.

## Leben
Stiwitz war von Beruf Schlosser und Dreher. Nach der nationalsozialistischen Machtergreifung war er von April 1933 bis September 1939 Mitglied der SA.
Zum 10. Oktober 1940 trat er der Waffen-SS bei und wurde zur Lager-SS in das KZ Auschwitz versetzt. Zunächst verrichtete er dort Dienst als Wachmann, ab Juli 1941 war er als Blockführer eingesetzt, danach als stellvertretender Rapportführer beziehungsweise schließlich als Arbeitsdienstführer.
Im Januar 1944 wurde er Lagerführer des KZ-Außenlagers Goldfields, das dem KZ Vaivara angeschlossen war. Am 13. Mai 1944 heiratete er Herta, geborene Tack, die ebenfalls Aufseherin im KZ Auschwitz war. Zuletzt war er im Zwangsarbeitslager Ohrdruf, einem Außenlager des KZ Buchenwald, und schließlich im KZ Mauthausen eingesetzt. Bei Kriegsende verliert sich seine Spur. Auf Antrag seiner Ehefrau wurde er 1957 für tot erklärt.

## Charakterisierung von Stiwitz durch Auschwitzüberlebende und Angehörige der Lager-SS
Stiwitz stand auf einer Liste von Auschwitztätern mit den ihnen zugeordneten NS-Gewaltverbrechen, die durch Józef Cyrankiewicz von der Kampfgruppe Auschwitz Mitte September 1944 als handschriftlicher Kassiber aus dem Lager geschmuggelt wurde. Diese Liste war für die Alliierten bestimmt, um die NS-Täter vor einem internationalen Gericht verurteilen zu können. In diesem Bericht wurde Stiwitz als Pastorensohn bezeichnet, der in Auschwitz Massenmörder und Sadist gewesen sei. Auf Anweisung der ihm vorgesetzten Hans Aumeier und Maximilian Grabner habe er an Häftlingen eine Vielzahl von Todesurteilen durch Genickschuss an der Schwarzen Wand vollstreckt und dabei unter anderem schwangeren Frauen zuerst in den Bauch und danach in den Kopf geschossen. Der seinerzeit als Leichenträger eingesetzte Häftling Ota Fabian berichtete im ersten Frankfurter Auschwitzprozess von einer Begebenheit mit Stiwitz nach einer Exekution:
„Ich trug vorne, da hörte ich plötzlich hinter mir auf der Bahre eine Stimme: Herr Oberscharführer, Sie haben mich schlecht getroffen. Stiewitz, der damals geschossen hatte, sagte: Halt's Maul, du kriegst noch eine!. Wir mussten die Trage absetzen, und Stiewitz schoß dem Häftling in den Kopf.“
Die Auschwitzüberlebende Ella Lingens-Reiner beschrieb Stiwitz als großen und mageren Mann „mit einem widerlichen, degenerierten Gesicht“, der Häftlingsfrauen für die Gaskammer selektiert habe.
Heinrich Bischoff gab später an, dass Stiwitz bei den „Häftlingen und unteren SS-Dienstgraden gefürchtet“ war. Die Ehefrau von Stiwitz bezweifelte, dass dieser sich gegenüber Häftlingen menschlich verhalten habe.